# Vanessa Behrendt
Vanessa Behrendt (* 14. Mai 1984) ist eine deutsche Politikerin (AfD). Bei der Landtagswahl 2022 wurde sie in den Niedersächsischen Landtag gewählt.
Nach dem Besuch der Realschule Schöningen erlernte Vanessa Behrendt den Beruf einer medizinischen Fachangestellten. Sie setzte sich 2021 und 2022 für die Schaffung eines kommunalen medizinischen Versorgungszentrums im Landkreis Helmstedt ein. Gemäß ihren eigenen Angaben übt sie die Tätigkeit einer Ernährungsberaterin für Kinder und als Hundetherapeutin aus. Bei der Landtagswahl 2022 wurde Behrendt über Platz 16 der AfD-Landesliste in das Landesparlament gewählt. Sie kündigte an, sich vor allem mit der Gesundheits- und der Schulpolitik zu befassen.
Behrendt ist verheiratet und hat zwei Kinder. Sie lebt im Helmstedter Ortsteil Offleben.

## Politik
Im März nahm die Zentralstelle für Hasskriminalität im Netz Ermittlungen gegen Behrendt auf, da diese im Oktober 2024 auf der Plattform X die Regenbogenfahne als Symbol für „Machenschaften pädophiler Lobbygruppen“ bezeichnet hatte. Laut einem Sprecher besteht durch die erfolgte Herabsetzung von Mitgliedern der LGBTQ-Bewegung der Verdacht auf Volksverhetzung.